# ملعب نادي الكويت
ملعب نادي الكويت، هو الملعب الخاص بنادي الكويت، يستع ل12,350 متفرج تقريبا. تقام عليه البطولات والمباريات بين الأندية المحلية والإقليمية والقارية، ومزود بساعة إلكترونية بها شاشة تلفزيونية، ويشتمل على مضمار لمسابقات ألعاب القوى، ومن أهم المباريات الذي إستضافها بطولة كأس الخليج 1974 التي أقيمت في الكويت، كما أستضاف بطولة كأس الخليج 2003 التي أقيمت في الكويت، كما أقيمت به مباراة نادي الكويت ضد بايرن ميونيخ في تاريخ 13-1-2014

## روابط خارجية
- معلومات الاستاد